# Somali-Riesenlerche

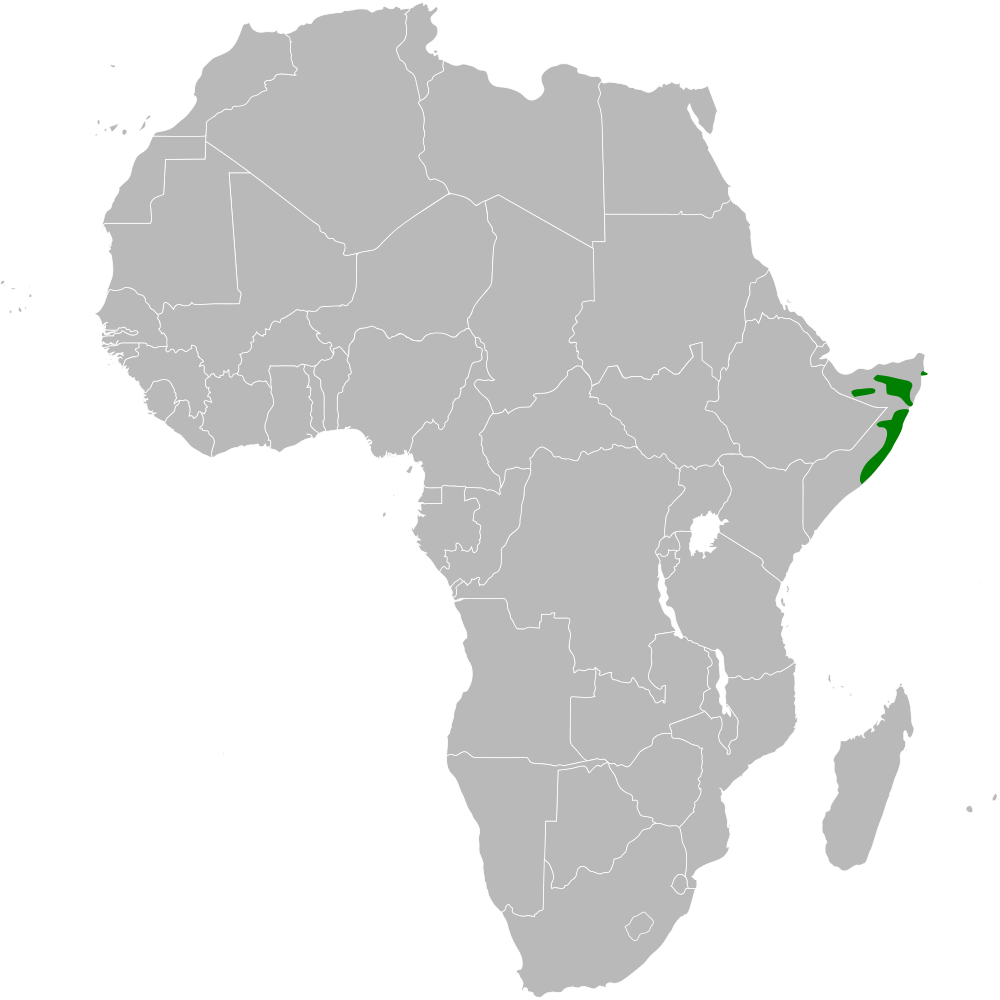
Verbreitungsgebiet der Riesenlerche

Die Somali-Riesenlerche (Mirafra somalica) ist eine Art aus der Familie der Lerchen. Ihr Verbreitungsgebiet liegt im östlichen Afrika. Man unterscheidet zwei Unterarten.
Die Bestandssituation der Ashlerche wird von der IUCN als nicht gefährdet (least concern) eingestuft.

## Merkmale
Die Somali-Riesenlerche ist etwa so groß wie eine Feldlerche, jedoch etwas hochbeiniger und hat einen längeren Schnabel. Sie erreicht eine Körperlänge bis 17 bis 18 Zentimeter, wovon 5,8 bis 7,2 Zentimeter auf den Schwanz entfallen. Der Schnabel hat eine Länge von 2,3 bis 2,9 Zentimeter. Sie wiegt zwischen 43 und 50 Gramm. Es besteht kein Geschlechtsdimorphismus.
Die Somali-Riesenlerche ist auf der Körperoberseite rötlichbraun gestreift. Die Unterseite ist weißlich bis gelbbraun, die Brust ist etwas rötlicher und weist eine schwärzliche Strichelung auf. Auffällig der sehr deutlich ausgeprägte helle Überaugenstreif.  Die Flügel und der Schwanz sind gelbbraun bis rötlich braun. Die äußerste Steuerfeder ist breit weiß gesäumt.

## Verbreitungsgebiet und Lebensraum
Die Somali-Riesenlerche kommt im Somalia vor. Sie besiedelt dort offene Savannen und bevorzugt Stellen, die einen roten Erdboden haben. Sie kommt auch in offenen Küstenlandschaften vor und ist in ihrem Verbreitungsgebiet ein Standvogel.

## Lebensweise
Die Somali-Riesenlerche brütet im Zeitraum von Juni bis September. Sie ist wie alle Lerchen ein Bodenbrüter. Die Nester werden in flachen Mulden gebaut und befinden sich im Schutz von Grasbüscheln. Das Gelege besteht aus drei bis vier Eiern. Sie sind weißlich mit braunen und rotbraunen Sprenkeln.

## Unterarten
Es werden zwei Unterarten unterschieden:
- M. s. somalica (Witherby, 1903) – Nord-Somalia
- M. s. rochei Colston, 1982 – Zentral-Somalia

## Einzelbelege
1. ↑  Pätzold: Die Lerchen der Welt. S. 54.
2. ↑  Mirafra somalica in der Roten Liste gefährdeter Arten der IUCN 2016.1. Eingestellt von: BirdLife International, 2016. Abgerufen am 8. Januar 2017.
3. ↑  Pätzold: Die Lerchen der Welt. S. 53.
4. ↑  IOC World Bird List 6.4. In: IOC World Bird List Datasets. doi:10.14344/ioc.ml.6.4 (englisch, worldbirdnames.org).